# Condado de Bay (Florida)
El condado de Bay (Bay County) es un condado ubicado en el estado de Florida. En el censo de los Estados Unidos de 2020 su población era de 175 216 habitantes. Su sede está en Panama City.

## Historia
El condado de Bay fue creado en 1913. Su nombre es el de la cercana bahía de San Andrés.

## Demografía
| Race                                      | Pop 2010 | Pop 2020 | % 2010  | % 2020  |
| ----------------------------------------- | -------- | -------- | ------- | ------- |
| Blancos (NH)                              | 133,790  | 128,348  | 79.24%  | 73.25%  |
| Negros (NH)                               | 17,844   | 17,549   | 10.57%  | 10.02%  |
| Nativos                                   | 1,033    | 795      | 0.61%   | 0.45%   |
| Asiáticos                                 | 3,298    | 4,068    | 1.95%   | 2.32%   |
| Estadounidenses de las islas del Pacífico | 140      | 194      | 0.08%   | 0.11%   |
| Otro (NH)                                 | 223      | 720      | 0.13%   | 0.41%   |
| Multiracial (NH)                          | 4,417    | 9,696    | 2.62%   | 5.53%   |
| Hispano o Latino                          | 8,107    | 13,846   | 4.8%    | 7.9%    |
| Total                                     | 168,852  | 175,216  | 100.00% | 100.00% |

Según el censo de 2000, el condado cuenta con 148 217 habitantes, 59 597 hogares y 40 466 familias residentes. La densidad de población es de 75 hab/km² (194 hab/mi²). Hay 78 435 unidades habitacionales con una densidad promedio de 40 u.a./km² (103 u.a./mi²).  La composición racial de la población del condado es 84,17% blanca, 10,64% afrodescendiente o negra, 0,78% nativa americana, 1,73% asiática, 0,08% de las islas del Pacífico, 0,66% de otros orígenes y 1,94% de dos o más razas.  El 2,42% de la población es de origen hispano o latino cualquiera sea su raza de origen.
De los 59 597 hogares, en el 30,60% de ellos viven menores de edad, 52,00% están formados por  parejas casadas que viven juntas, 12,00% son llevados por una mujer sin esposo presente y 32,10% no son familias. El 26,00% de todos los hogares están formados por una sola persona y 8,80% de ellos incluyen a una persona de más de 65 años. El promedio de habitantes por hogar es de 2,43 y el tamaño promedio de las familias es de 2,92 personas.
El 24,00% de la población del condado tiene menos de 18 años, el 8,70% tiene entre 18 y 24 años, el 30,20% tiene entre 25 y 44 años, el 23,70% tiene entre 45 y 64 años y el 13,40% tiene más de 65 años de edad. La mediana de la edad es de 37 años. Por cada 100 mujeres hay 98,10 hombres y por cada 100 mujeres de más de 18 años hay 95,80 hombres.
La renta media de un hogar del condado es de $36 092, y la renta media de una familia es de $42 729. Los hombres ganan en promedio $30 116 contra $21 676 para las mujeres. La renta per cápita en el condado es de $18 700. El 13,00% de la población y el 9,80% de las familias tienen entradas por debajo del nivel de pobreza. De la población total bajo el nivel de pobreza, el 18,30% son menores de 18 y el 11,00% son mayores de 65 años.

## Municipalidades
- Ciudad de Callaway
- Pueblo de Cedar Grove
- Ciudad de Lynn Haven
- Ciudad de Mexico Beach
- Ciudad de Panama City
- Ciudad de Panama City Beach
- Ciudad de Parker
- Ciudad de Springfield

## No incorporadas
- Bayou George
- Hiland Park
- Laguna Beach
- Lower Grand Lagoon
- Millville
- Pretty Bayou
- Santa Mónica
- Sunnyside
- Tyndall AFB
- Upper Grand Lagoon
- Youngstown

### Administración local
- Junta de comisionados del Condado de Bay
- Supervisión de elecciones del Condado de Bay
- Registro de propiedad del Condado de Bay
- Oficina del alguacil del Condado de Bay
- Oficina de impuestos del Condado de Bay

### Turismo
- Oficina de turismo de Panama City Archivado el 8 de junio de 2011 en Wayback Machine.

### Medios de información
- Panama City News Herald
- Radio 101 WYOO
- WMBB TV 13
- WJHG TV 7

- Datos: Q488865
- Multimedia: Bay County, Florida / Q488865